# Biosteres distractus
Biosteres distractus är en stekelart som först beskrevs av Fischer 1965.  Biosteres distractus ingår i släktet Biosteres och familjen bracksteklar. Inga underarter finns listade.